# Альбиси, Эндрю
Эндрю Альбиси (фр. Andrew Albicy; род. 21 марта 1990, Севр) — французский профессиональный баскетболист, играющий на позиции разыгрывающего защитника в клубе АБК Лиги «Гран-Канария».

## Карьера
Альбиси начал карьеру в 2006 году в молодёжной команде «Пари-Леваллуа». С 2006 по 2009 год появлялся в основном составе парижского клуба. В сезоне 2009/2010 Альбиси начал регулярно играть за взрослую команду.
В 2011 году Альбиси перешёл в «Гравлин-Дюнкерк». В 30 матчах чемпионата Франции он набирал 11,3 очка, 2,2 подбора и 3,9 передачи в среднем за игру. Средние показатели Эндрю в 12 встречах Еврокубка составили 10,1 очка, 1,9 подбора и 3,3 передачи.
В августе 2012 года Альбиси вернулся в «Пари-Леваллуа».
В июне 2016 года Альбиси перешёл в «Андорру». В матчах чемпионата Испании 2016/2017 он набирал 6,9 очка и 6,2 подбора в среднем за игру.
В 1 туре Топ-16 Еврокубка 2018/2019 Альбиси был признан «Самым ценным игроком». Он помог «Андорре» одержать победу в матче с «Цедевитой», набрав 22 очка и сделав 8 передач. По итогам турнира Эндрю был включён в первую символическую пятёрку.
В июне 2019 года Альбиси подписал контракт с «Зенитом». В Единой лиге ВТБ Эндрю провёл 12 матчей и набирал 6,2 очка, 1,3 подбора, 4,1 передачи. В 27 матчах Евролиги его показатели составили 6,6 очка, 1,6 подбора и 3,3 передачи.
В июле 2020 года Альбиси стал игроком «Гран-Канарии». В составе команды Эндрю стал победителем Еврокубка.

## Сборная Франции
Альбиси выступал за сборную Франции в возрастных категориях до 16, до 18, до 19 и до 20 лет. В 2010 году Эндрю стал победителем чемпионата Европы (до 20 лет) и был признан «Самым ценным игроком» турнира.
Первое выступление за национальную команду Франции произошло в том же 2010 году на чемпионате мира в Турции, где французы заняли 13 место. В 2011 году на Евробаскете в Литве сборная выиграла серебряные медали проиграв в финале сборной Испании.
7 июля 2022 года главный тренер Венсан Колле и генеральный менеджер Борис Дьяо огласили список из 17 игроков, приглашённых в состав сборной Франции для подготовки к чемпионату Европы-2022, в который вошёл Альбиси.
Перед началом тренировочных сборов Альбиси почувствовал дискомфорт в бедре и после осмотра медицинским персоналом сборной Франции был освобождён от дальнейшей подготовки к чемпионату Европы-2022.
Спустя 3 недели Альбиси восстановился от травмы бедра и получил разрешение врачей вновь вернуться в расположение сборной Франции.
На чемпионате Европы-2022 Альбиси стал серебряным призёром. В 9 матчах турнира его статистика составила 1,4 очка, 2,2 передачи и 1,1 подбора. В финальном матче против сборной Испании (76:88) Эндрю провёл на площадке 12 минут 5 секунд и отметился 1 очком.

## Достижения

### Клубные
- Обладатель Еврокубка: 2022/2023

### Сборная Франции
- Серебряный призёр Олимпийских игр: 2020
- Бронзовый призёр чемпионата мира: 2019
- Серебряный призёр чемпионата Европы (2): 2011, 2022
- Победитель чемпионата Европы (до 20 лет): 2010